# Past Masters
Past Masters é uma coletânea dupla dos Beatles lançada em 1988 como parte da primeira edição para CD de todo o catálogo do grupo.

## Faixas

### Volume um
1. "Love Me Do" - 2:24
2. "From Me to You" - 1:57
3. "Thank You Girl" - 2:05
4. "She Loves You" - 2:21
5. "I'll Get You" - 2:06
6. "I Want to Hold Your Hand" - 2:27
7. "This Boy" - 2:16
8. "Komm, Gib Mir Deine Hand" - 2:27
9. "Sie Liebt Dich" - 2:19
10. "Long Tall Sally" - 2:04
11. "I Call Your Name" - 2:09
12. "Slow Down" - 2:56
13. "Matchbox" - 1:59
14. "I Feel Fine" - 2:20
15. "She's a Woman" - 3:03
16. "Bad Boy" - 2:21
17. "Yes It Is" - 2:42
18. "I'm Down" - 2:32

### Volume dois
1. "Day Tripper" - 2:50
2. "We Can Work It Out" - 2:15
3. "Paperback Writer" - 2:19
4. "Rain" - 3:02
5. "Lady Madonna" - 2:18
6. "The Inner Light" - 2:36
7. "Hey Jude" - 7:09
8. "Revolution" - 3:24
9. "Get Back (com Billy Preston)" - 3:15
10. "Don't Let Me Down (com Billy Preston)" - 3:35
11. "The Ballad of John and Yoko" - 3:00
12. "Old Brown Shoe" - 3:18
13. "Across the Universe" - 3:50
14. "Let It Be" - 3:51
15. "You Know My Name (Look up the Number)" - 4:19

- Engenheiros - Geoff Emerick

Todas as faixas deste CD são composições de John Lennon e Paul McCartney, com apenas duas exceções: A 6ª e a 12ª faixa que são composições de George Harrison.  O álbum pode ser encontrado em duas versões, a versão dupla, e a versão convencional. Tendo na versão dupla um encarte com uma entrevista com os Beatles. O produtor deste álbum é George Martin.